# Almacenamiento energético en red

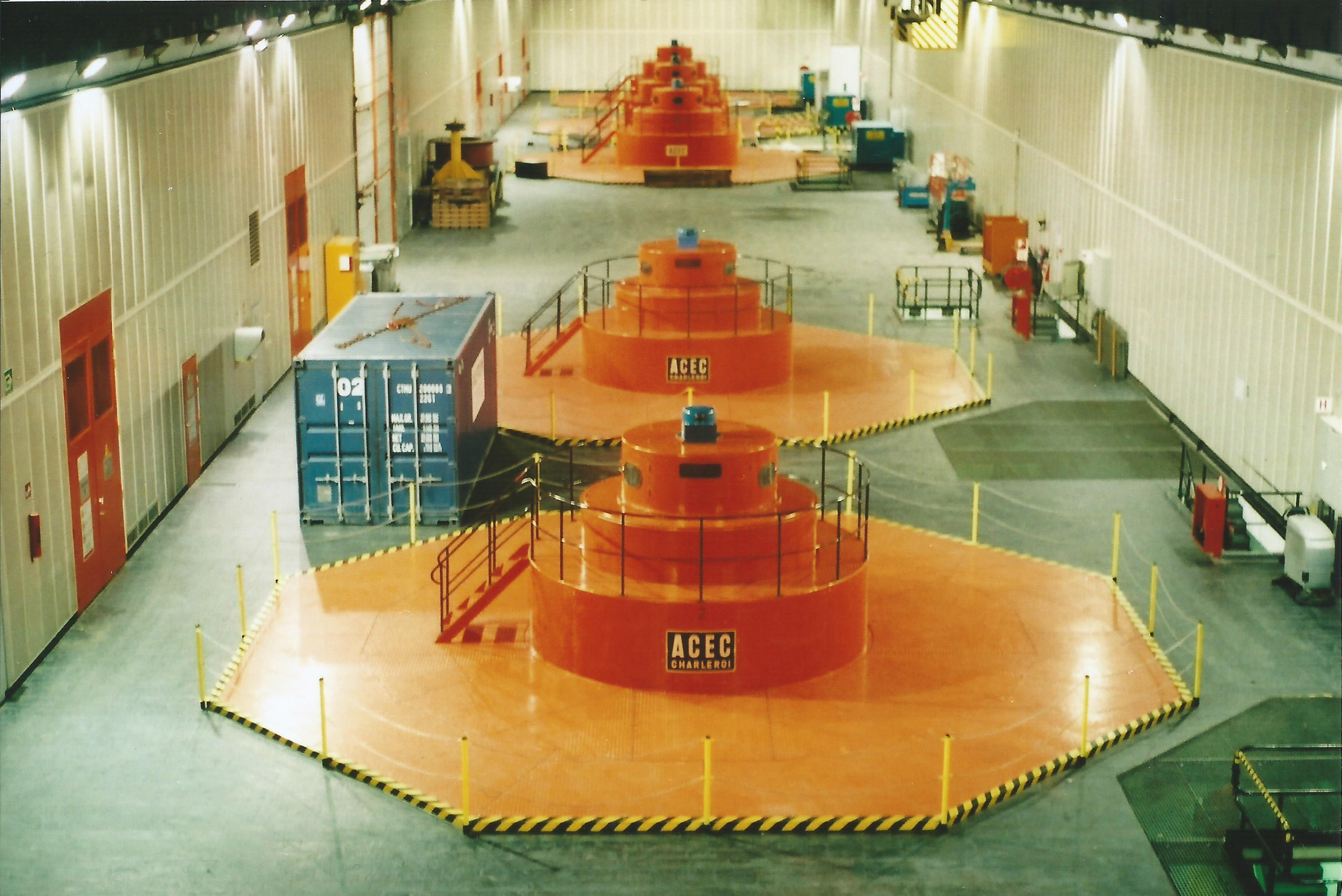
Central Hidroeléctrica Coo-Trois-Ponts

En una Red eléctrica hay veces que se produce más energía de la que se demanda. Se suele ajustar la oferta con la demanda pero hay veces que no se puede o no compensa. 
Para ello se utilizan diversos sistemas de almacenamiento energético a gran escala conectados a la red.
Este tipo de centrales son rentables económicamente porque compran electricidad cuando su precio es más bajo en la horas valle y la venden cuando es más cara por la mayor demanda.
Energéticamente devuelven menos energía de la que absorben debido a que siempre hay perdidas.

## Tipos
Tipos de energía.
- Central hidroeléctrica reversible
- Almacenamiento de energía de aire comprimido
- Almacenamiento en batería.

## Almacenamiento en batería de red eléctrica
Un sistema de almacenamiento de energía en batería (BESS), una central eléctrica con almacenamiento en batería o un almacenamiento en red de energía en batería (BEGS) o almacenamiento en batería de red eléctrica,  es un tipo de tecnología de almacenamiento de energía que utiliza un grupo de baterías para almacenar energía eléctrica. El almacenamiento en baterías es la fuente de energía despachable que responde más rápidamente en las redes eléctricas, y se utiliza para estabilizar esas redes, ya que el almacenamiento en baterías puede pasar del modo de espera a la potencia total en menos de un segundo para hacer frente a contingencias de la red. 
Los sistemas de almacenamiento de energía por batería generalmente están diseñados para poder producir a su máxima potencia nominal durante varias horas. El almacenamiento en batería se puede utilizar para picos de energía a corto plazo  y servicios auxiliares, como proporcionar reserva operativa y control de frecuencia para minimizar la posibilidad de cortes de energía. A menudo se instalan en otras centrales eléctricas activas o en desuso, o cerca de ellas, y pueden compartir la misma conexión a la red para reducir costos. Dado que las plantas de almacenamiento de baterías no requieren entregas de combustible, son compactas en comparación con las estaciones generadoras y no tienen chimeneas ni grandes sistemas de refrigeración, pueden instalarse y ubicarse rápidamente, si es necesario, dentro de áreas urbanas, cerca de la carga de los clientes o incluso dentro de las instalaciones del cliente.
A partir de 2021, la potencia y la capacidad del sistema de almacenamiento de batería individual más grande es un orden de magnitud menor que la de las centrales eléctricas de almacenamiento por bombeo más grandes, la forma más común de almacenamiento de energía en la red. Por ejemplo, la estación de almacenamiento por bombeo del condado de Bath, la segunda más grande del mundo, puede almacenar 24 GWh de electricidad y distribuir 3 GW, mientras que la primera fase de la instalación de almacenamiento de energía Moss Landing de Vistra Energy puede almacenar 1,2 GWh y distribuir 300 MW. Sin embargo, las baterías de la red no tienen que ser grandes; se puede implementar ampliamente una gran cantidad de baterías más pequeñas (a menudo como energía híbrida) en una red para lograr una mayor redundancia y una gran capacidad general.
A partir de 2019, el almacenamiento de energía en baterías suele ser más barato que la energía de las turbinas de gas de ciclo abierto para un uso de hasta dos horas, y se implementaron alrededor de 365 GWh de almacenamiento en baterías en todo el mundo, en rápido crecimiento.  El costo nivelado de almacenamiento (Levelized cost of storage-LCOS) ha caído rápidamente, reduciéndose a la mitad en dos años hasta alcanzar los 150 dólares EE. UU. por MWh en 2020,   y reduciéndose aún más a 117 dólares EE. UU. para 2023..